# L'isola del tesoro (film 1971)
L'isola del tesoro (Treasure Island) è un mediometraggio d'animazione televisivo del 1971 diretto da Zoran Janjic. Basato sull'omonimo romanzo del 1883 di Robert Louis Stevenson, il film fu prodotto dallo studio d'animazione australiano Air Programs International per il ciclo Famous Classic Tales della CBS, dove fu trasmesso il 28 novembre 1971.

## Trama
Verso la metà del XVIII secolo, un vecchio marinaio inizia ad alloggiare alla locanda Ammiraglio Benbow sul canale di Bristol. Dice al figlio della locandiera, Jim Hawkins, di segnalargli l'arrivo di "un lupo di mare con una gamba sola". Un altro marinaio, Black Dog, lo riconosce come il suo ex compagno di nave Billy Bones e ne nasce una lite al termine della quale Black Dog fugge e Bones viene colpito da un ictus. Giorni dopo Pew, un mendicante cieco, visita la locanda consegnando a Bones un foglietto con una macchia nera. Subito dopo Bones subisce un altro ictus e muore. Jim e la madre prendono un foglio dal bagaglio di Bones e si nascondono mentre Pew e i suoi complici perlustrano la locanda. Essi vengono però messi in fuga da un gruppo di ufficiali, e Pew viene calpestato a morte da uno dei loro cavalli. Jim mostra il foglio al medico locale, il dottor Livesey, e allo scudiero John Trelawney, i quali si rendono conto che si tratta della mappa per un tesoro e decidono di fare una spedizione sull'isola in cui si trova, con Jim come mozzo.
I tre salpano sulla goletta di Trelawney, la Hispaniola, al comando del capitano Smollett. Jim è terrorizzato nell'apprendere che uno dei componenti dell'equipaggio, Long John Silver, è un lupo di mare con una gamba sola, ma fa amicizia con lui. Mentre è nascosto in un barile di mele, Jim ascolta una conversazione dell'equipaggio e scopre che molti di loro sono pirati che avevano prestato servizio sulla nave del capitano Flint, il Walrus, con Silver come nostromo. Hanno intenzione di ammutinarsi dopo il recupero del tesoro e di uccidere il capitano e i pochi fedeli rimasti dell'equipaggio. Jim informa segretamente il capitano Smollet, Trelawney e Livesey. Una volta sbarcati sull'isola, Jim fugge nella foresta dopo aver assistito all'omicidio di un marinaio da parte di Silver. Incontra un pirata abbandonato di nome Ben Gunn, anch'egli un ex membro della ciurma di Flint. Nel frattempo gli ammutinati prendono possesso della nave, mentre Smollett e gli altri si rifugiano in un recinto abbandonato sull'isola. Gli ammutinati attaccano il recinto, con vittime da entrambi i lati. Durante una tregua, Jim si dirige verso l'Hispaniola e taglia la fune dell'ancora, facendola andare alla deriva. Sale a bordo della nave e incontra il pirata Israel Hands, rimasto ferito in una disputa da ubriaco con uno dei suoi compagni. Hands aiuta Jim a portare la goletta nella baia settentrionale e quindi tenta di ucciderlo, ma quando la nave si incaglia nella baia muore a causa di una caduta.
Jim scende a terra e torna al recinto, dove rimane inorridito nel trovare solo Silver e i pirati. Silver dice a Jim che quando tutti hanno scoperto che la nave era scomparsa, il gruppo del capitano Smollett aveva accettato una tregua in base alla quale i pirati avrebbero preso la mappa permettendo al gruppo assediato di andarsene. Al mattino, Livesey arriva per curare i pirati feriti e Jim gli dice di aver portato la nave alla baia settentrionale. Silver e gli altri partono con la mappa, portando Jim con loro. Ben Gunn grida le ultime parole del capitano Flint dalla foresta, facendo credere ai pirati superstiziosi che il fantasma di Flint stia infestando l'isola. Alla fine i pirati trovano il sito del tesoro, ma dopo aver scavato vi trovano solo due ghinee. Si preparano quindi ad uccidere Silver e Jim, ma vengono scacciati dal gruppo del dottore, incluso Gunn. Livesey spiega che Gunn aveva già trovato il tesoro e lo aveva portato nella sua caverna molto tempo prima. I membri della spedizione lo caricano sulla Hispaniola e lasciano l'isola, con Silver come unico prigioniero. Durante una sosta nell'America meridionale, tuttavia, Silver riesce a fuggire.

## Cast vocale
Il cast vocale originale è composto da:
- Ron Haddrick
- John Kingley
- John Llewellyn
- Bruce Montague
- Brenda Senders
- Colin Tilley[1]

## Distribuzione

### Edizione italiana
La prima edizione italiana del film fu trasmessa sul Programma Nazionale a Capodanno del 1974. Nel 1980, in occasione delle repliche su alcune televisioni locali, il film fu ridoppiato presso la SEDIF con la collaborazione dei doppiatori della CVD.

### Edizioni home video
Il film fu pubblicato in VHS in America del Nord nel 1986 dalla MGM/UA Home Video e in Italia nel 1989 dalla DB Media e nel 1991 dalla Fabbri Editori nella collana per l'edicola Avventure senza tempo (dove era abbinato a un albo illustrato tratto da esso). Successivamente è stato pubblicato in DVD-Video in America del Nord nel 2003 dalla Delta Entertainment e in Italia l'anno successivo dalla Finson (con la sola traccia audio in italiano).